# Acer interius
Acer interius é uma espécie de árvore do gênero Acer, pertencente à família Aceraceae.